# Funabashi-daijingū
Le Funabashi-daijingū (船橋大神宮) est un sanctuaire shinto situé dans la ville de Funabashi, dans la préfecture de Chiba, au Japon.
Détruit par un incendie en 1873 durant la restauration de Meiji, il a été reconstruit depuis.

## Galerie d'images

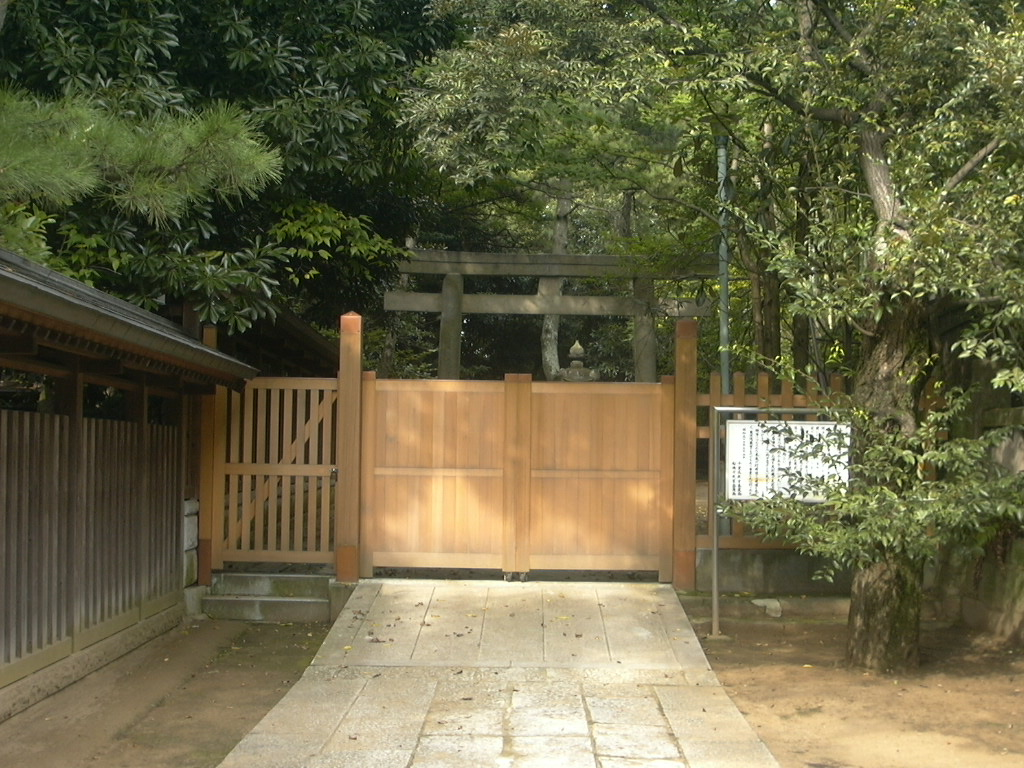
Okumiya.
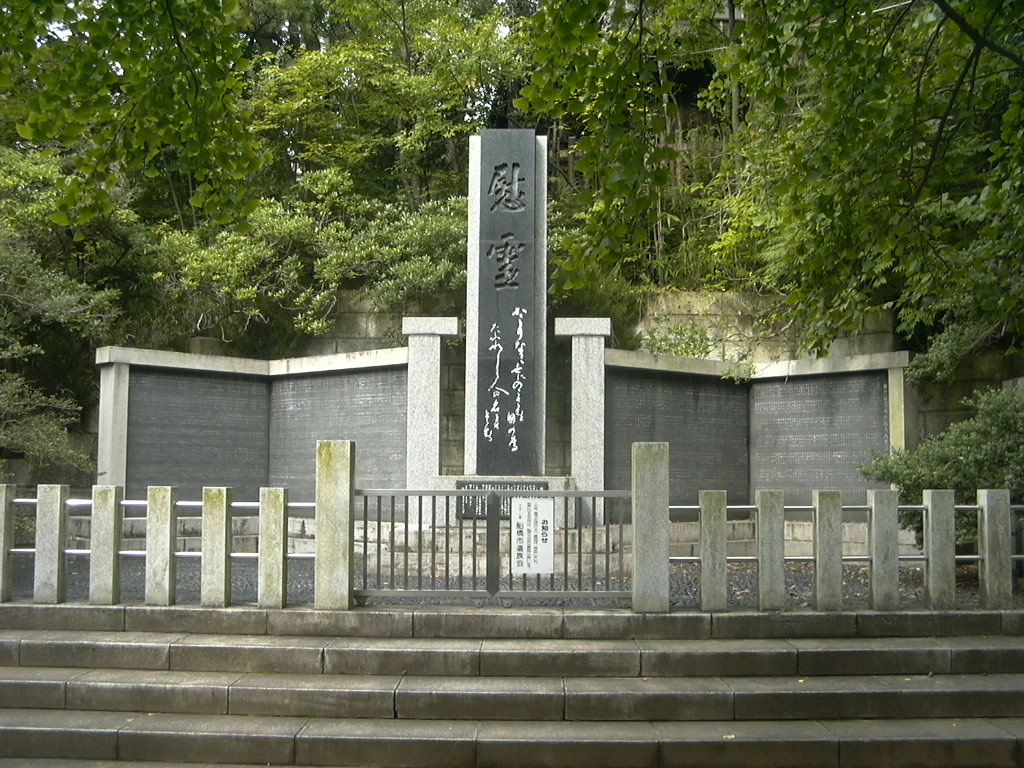
Mémorial aux vétérans.
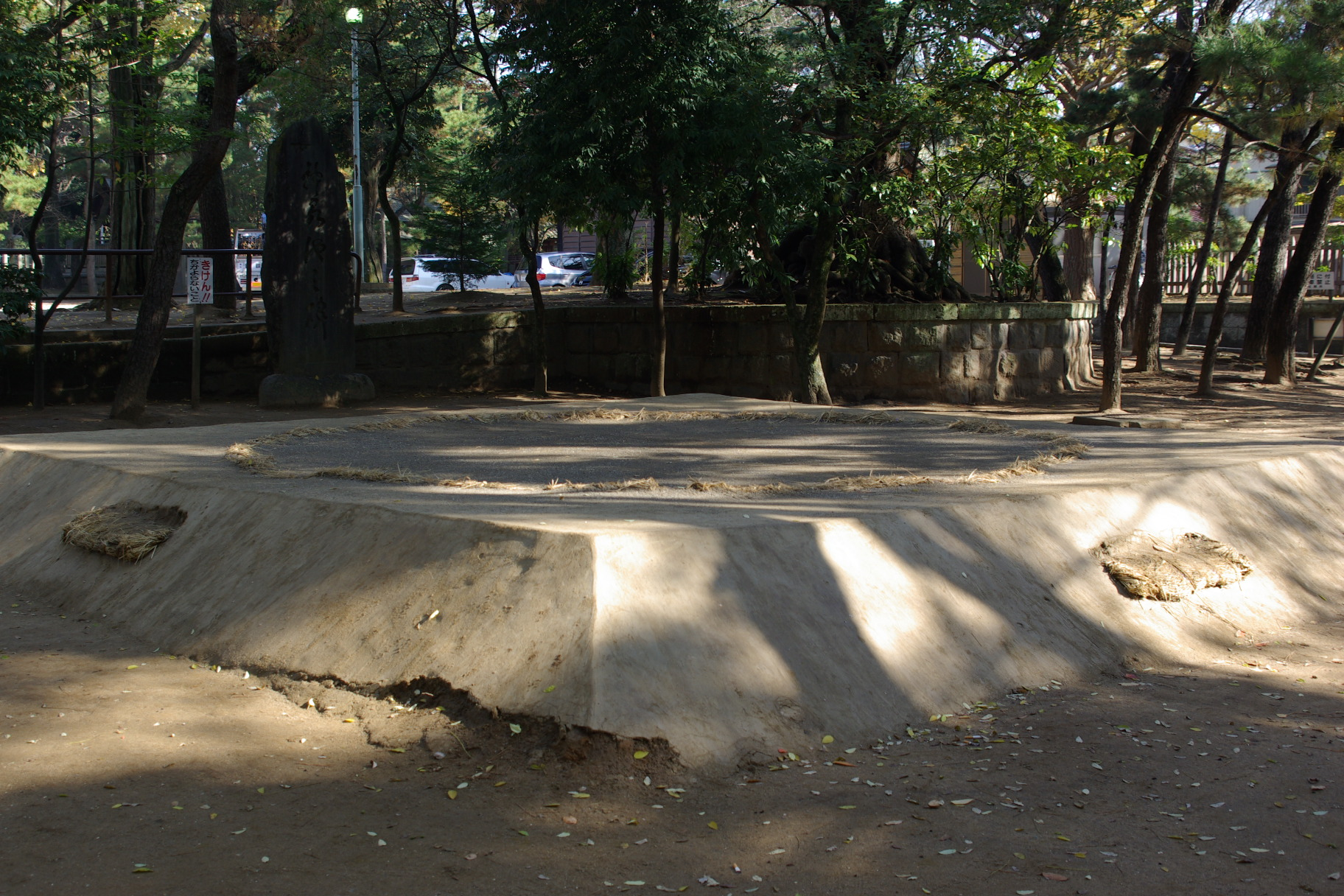
Arène.